# Orneo
En la mitología griega, Orneo (griego antiguo: Ὀρνεύς) era uno de los reyes epónimos e hijo del rey Erecteo del Ática. No se sabe quién fue la consorte.  
Pausanias y Plutarco dicen que Orneo fue padre de Peteo y abuelo de Menesteo. Se dice de éste que lideró las fuerzas atenienses en la guerra de Troya. La ciudad de Orneas en Argólide, Grecia, fue nombrada así en su honor, pero Estéfano de Bizancio dice que la eponimia de Orneas también podría provenir de la ninfa Ornia, una de las hijas del Asopo.